# Matias do Sacro Império Romano-Germânico
Matias (Viena, 24 de fevereiro de 1557 – Viena, 20 de março de 1619) foi Imperador Romano-Germânico de 1612 até sua morte, além de Arquiduque da Áustria e Rei da Hungria, Croácia e Boêmia. Era filho do imperador Maximiliano II e sua esposa Maria da Áustria.
Casou em 1611 com sua prima Ana de Tirol, filha do arquiduque Fernando I, Conde do Tirol, e de sua segunda esposa Ana Catarina de Gonzaga; Ana de Tirol, sua esposa, foi a fundadora da Igreja dos capuchinhos no mausoléu dos Habsburgos, em Viena. Sem posteridade, Matias foi sucedido como imperador por seu primo Fernando II filho do arquiduque Carlos II da Áustria.